# Pouillé-les-Côteaux
Pour les articles homonymes, voir Pouillé.
Pouillé-les-Côteaux est une commune de l'Ouest de la France, située dans le département de la Loire-Atlantique, en région Pays de la Loire.
Les habitants s'appellent les Côtelois.

## Géographie

### Situation
Pouillé-les-Côteaux est située à 45 km environ au nord-est de Nantes et 10 km au nord d’Ancenis.

### Communes limitrophes
Les communes limitrophes sont Pannecé au nord, Vallons-de-l'Erdre à l'est, La Roche-Blanche au sud, Mésanger au sud-ouest.

### Relief, géologie, hydrographie
La commune est traversée par une couche carbonifère. Le ruisseau de Grée délimite la partie est de la commune, il y est appelé ruisseau de Pouillé.

### Climat
Pour des articles plus généraux, voir Climat des Pays de la Loire et Climat de la Loire-Atlantique.
En 2010, le climat de la commune est de type climat océanique altéré, selon une étude du CNRS s'appuyant sur une série de données couvrant la période 1971-2000. En 2020, Météo-France publie une typologie des climats de la France métropolitaine dans laquelle la commune est exposée à un climat océanique et est dans la région climatique  Bretagne orientale et méridionale, Pays nantais, Vendée, caractérisée par une faible pluviométrie en été et une bonne insolation. 
Pour la période 1971-2000, la température annuelle moyenne est de 11,8 °C, avec une amplitude thermique annuelle de 13,4 °C. Le cumul annuel moyen de précipitations est de 747 mm, avec 12 jours de précipitations en janvier et 6,1 jours en juillet. Pour la période 1991-2020, la température moyenne annuelle observée sur la station météorologique de Météo-France la plus proche, sur la commune d'Angrie à 19 km à vol d'oiseau, est de 12,3 °C et le cumul annuel moyen de précipitations est de 710,5 mm,. Pour l'avenir, les paramètres climatiques de la commune estimés pour 2050 selon différents scénarios d'émission de gaz à effet de serre sont consultables sur un site dédié publié par Météo-France en novembre 2022.

## Urbanisme

### Typologie
Au 1er janvier 2024, Pouillé-les-Côteaux est catégorisée commune rurale à habitat dispersé, selon la nouvelle grille communale de densité à sept niveaux définie par l'Insee en 2022.
Elle est située hors unité urbaine. Par ailleurs la commune fait partie de l'aire d'attraction d'Ancenis-Saint-Géréon, dont elle est une commune de la couronne,. Cette aire, qui regroupe 12 communes, est catégorisée dans les aires de 50 000 à moins de 200 000 habitants,.

### Occupation des sols
L'occupation des sols de la commune, telle qu'elle ressort de la base de données européenne d’occupation biophysique des sols Corine Land Cover (CLC), est marquée par l'importance des territoires agricoles (95 % en 2018), en diminution par rapport à 1990 (96,1 %). La répartition détaillée en 2018 est la suivante : 
terres arables (56,3 %), prairies (30,1 %), zones agricoles hétérogènes (8,7 %), zones urbanisées (4,9 %). L'évolution de l’occupation des sols de la commune et de ses infrastructures peut être observée sur les différentes représentations cartographiques du territoire : la carte de Cassini (XVIIIe siècle), la carte d'état-major (1820-1866) et les cartes ou photos aériennes de l'IGN pour la période actuelle (1950 à aujourd'hui).

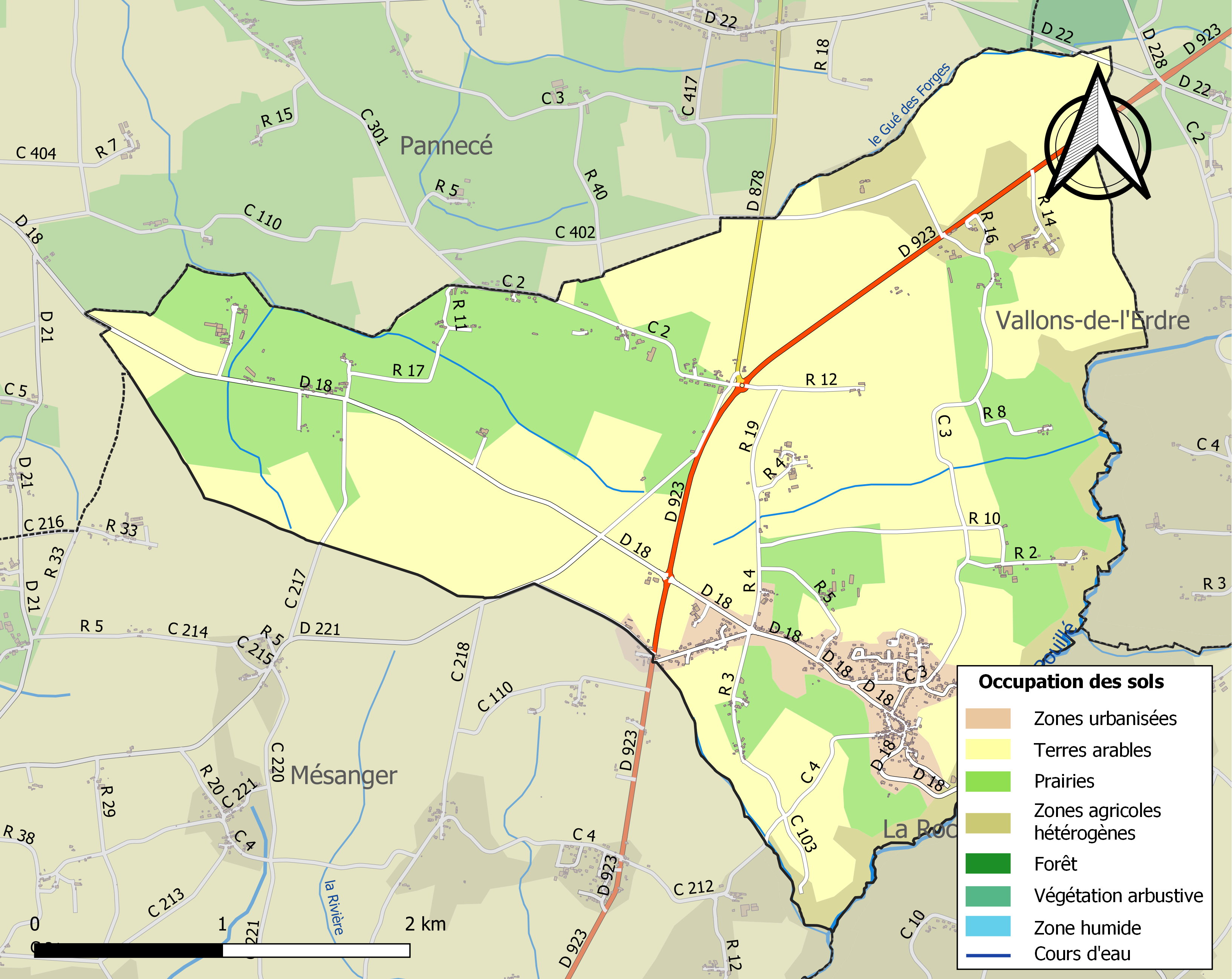
Carte des infrastructures et de l'occupation des sols de la commune en 2018 (CLC).

## Toponymie
Le nom de la localité est attesté sous la forme Poille en 1287.
Pouillé-les-Côteaux pourrait venir de l'ancien français Pouillé ou Pueille (« rente, registre de compte »).[réf. nécessaire].
C'est par décret du président de la République, en juin 1920, que Pouillé devient Pouillé-les-Côteaux.
En gallo, la langue d'oïl locale, Pouillé-les-Côteaux est Pouillë selon l'écriture ABCD ou Poulhë selon l'écriture MOGA et se prononce [pujə].
En 1944, Théophile Jeusset crée un premier nom en breton pour la localité : Paolieg-Naoned. La forme bretonne actuelle proposée par l'Office public de la langue bretonne est Paolieg-ar-Rozioù.

## Politique et administration
| Période   | Période   | Identité         | Étiquette | Qualité      |
| --------- | --------- | ---------------- | --------- | ------------ |
| 1871      | 1871      | Jacques Cerisier |           | propriétaire |
| mars 2001 | mars 2008 | Guy Ploquin      |           |              |
| mars 2008 | En cours  | Laurent Mercier  |           | cartonnier   |

## Population et société

### Démographie
Selon le classement établi par l'Insee, Pouillé-les-Côteaux est une commune multipolarisée. Elle fait partie de la zone d'emploi et du bassin de vie d'Ancenis. Elle n'est intégrée dans aucune unité urbaine. Toujours selon l'Insee, en 2010, la répartition de la population sur le territoire de la commune était considérée comme « peu dense » : 91 % des habitants résidaient dans des zones « peu denses »  et 9 % dans des zones « très peu denses ».

#### Évolution démographique
L'évolution du nombre d'habitants est connue à travers les recensements de la population effectués dans la commune depuis 1793. Pour les communes de moins de 10 000 habitants, une enquête de recensement portant sur toute la population est réalisée tous les cinq ans, les populations de référence des années intermédiaires étant quant à elles estimées par interpolation ou extrapolation. Pour la commune, le premier recensement exhaustif entrant dans le cadre du nouveau dispositif a été réalisé en 2007.

En 2022, la commune comptait 1 050 habitants, en évolution de +2,44 % par rapport à 2016 (Loire-Atlantique : +6,68 %, France hors Mayotte : +2,11 %).
| 1793 | 1800 | 1806 | 1821 | 1831 | 1836 | 1841 | 1846 | 1851 |
| ---- | ---- | ---- | ---- | ---- | ---- | ---- | ---- | ---- |
| 545  | 613  | 600  | 648  | 671  | 657  | 625  | 692  | 744  |

| 1856 | 1861 | 1866 | 1872 | 1876 | 1881 | 1886 | 1891 | 1896 |
| ---- | ---- | ---- | ---- | ---- | ---- | ---- | ---- | ---- |
| 727  | 749  | 773  | 737  | 798  | 747  | 739  | 732  | 730  |

| 1901 | 1906 | 1911 | 1921 | 1926 | 1931 | 1936 | 1946 | 1954 |
| ---- | ---- | ---- | ---- | ---- | ---- | ---- | ---- | ---- |
| 692  | 665  | 644  | 586  | 590  | 589  | 563  | 498  | 534  |

| 1962 | 1968 | 1975 | 1982 | 1990 | 1999 | 2006 | 2007 | 2012 |
| ---- | ---- | ---- | ---- | ---- | ---- | ---- | ---- | ---- |
| 572  | 570  | 515  | 561  | 672  | 702  | 793  | 806  | 951  |

| 2017  | 2022  | - | - | - | - | - | - | - |
| ----- | ----- | - | - | - | - | - | - | - |
| 1 051 | 1 050 | - | - | - | - | - | - | - |

#### Pyramide des âges
La population de la commune est relativement jeune.
En 2018, le taux de personnes d'un âge inférieur à 30 ans s'élève à 44,8 %, soit au-dessus de la moyenne départementale (37,3 %). À l'inverse, le taux de personnes d'âge supérieur à 60 ans est de 14,4 % la même année, alors qu'il est de 23,8 % au niveau départemental.
En 2018, la commune comptait 545 hommes pour 512 femmes, soit un taux de 51,56 % d'hommes, largement supérieur au taux départemental (48,58 %).
Les pyramides des âges de la commune et du département s'établissent comme suit.
| Hommes | Classe d’âge | Femmes |
| ------ | ------------ | ------ |
| 0,2    | 90 ou +      | 0,6    |
| 2,2    | 75-89 ans    | 2,5    |
| 11,9   | 60-74 ans    | 11,6   |
| 17,4   | 45-59 ans    | 14,8   |
| 23,3   | 30-44 ans    | 25,9   |
| 17,1   | 15-29 ans    | 16,9   |
| 27,9   | 0-14 ans     | 27,7   |

| Hommes | Classe d’âge | Femmes |
| ------ | ------------ | ------ |
| 0,6    | 90 ou +      | 1,8    |
| 6      | 75-89 ans    | 8,6    |
| 15,1   | 60-74 ans    | 16,4   |
| 19,4   | 45-59 ans    | 18,8   |
| 20,1   | 30-44 ans    | 19,3   |
| 19,2   | 15-29 ans    | 17,4   |
| 19,5   | 0-14 ans     | 17,6   |

## Économie
L'agriculture tient une place importante dans l'économie de Pouillé-les-Côteaux. La partie ouest de la commune est agricole et l'activité principale est l'élevage laitier.

## Culture et patrimoine
La bibliothèque municipale est ouverte le mercredi de 16 à 18 heures et le samedi de 10 à 12 heures. Un ordinateur est à la disposition des internautes après signature d'une charte informatique et autorisation parentale pour les mineurs.

### Lieux et monuments
- L'église Saint-Aubin date du XIXe siècle.
- La maison de Jean Coraboeuf date du XIXe siècle.
- La « grotte de Lourdes » est un lieu champêtre où des messes sont dites deux fois par an. C'est une grotte reconstituée du début du XXe siècle, aménagée après une sécheresse importante à la suite d'un vœu de la population. Un calvaire y est aménagé, avec un parcours comprenant les stations vers la crucifixion.

### Personnalités liées à la commune
- Jean Coraboeuf (1870-1947), peintre et graveur français, natif de la commune.
- Madeleine Coraboeuf dite Magda Fontanges, sa fille, (1905, La Roche-sur-Yon[Note 4] - 1960, Genève), journaliste, actrice, maîtresse de Mussolini et espionne allemande. Elle est enterrée dans le cimetière du village depuis 1960 dans une tombe anonyme.